# Римская империя в Крыму
Римская империя играла важную роль в экономической, политической жизни народов и государств Крымского полуострова с середины I века до н. э. Римская власть в Таврике в значительной мере держалась на роли своеобразного арбитра, которую взял на себя Рим в условиях традиционного соперничества Херсонеса и Боспора. Апогеем римского присутствия в регионе стало установление таврического протектората над традиционно более проримским Херсонесом и активное вмешательство во внутренние дела Боспорского царства. Римское вмешательство имело преимущественно торговый и военный характер. Оно не сопровождалось массовым прибытием колонистов из Италии, а потому не привело к романизации населения полуострова. В результате языковая и демографическая картина Крыма не претерпела существенных изменений: на побережьях полуострова сохранялось греческое и эллинизированное население. В горах проживали тавры, в северные степи периодически вторгались кочевники.

## Хронологические рамки
Центральное правительство в Риме активно вмешивалось в политику полуострова с 47 г. до н. э. по 340 гг. н. э. В году правления императора Нерона, между 62 и 68 гг. н. э., территория Боспорского царства была включена в состав провинции Мёзия. Римские войска находились в Крыму c середины II в. до середины III века н. э., успешно отразив натиск скифов. На пике своего могущества римские войска совершали походы в степные северо-западный и юго-западный Крым. Однако, судя по тому что в вышеуказанных районах археологи не обнаружены античные памятники I века, закрепиться римлянам на постоянной основе там не удалось. Наиболее удобным с хозяйственной и военной точек зрения римлянам представлялся Херсонес с прилегающими территориями юго-западных предгорий (так называемая страна Дори), а также хорошо защищённый южный берег Крыма вплоть до современного Судака.

## Военное присутствие

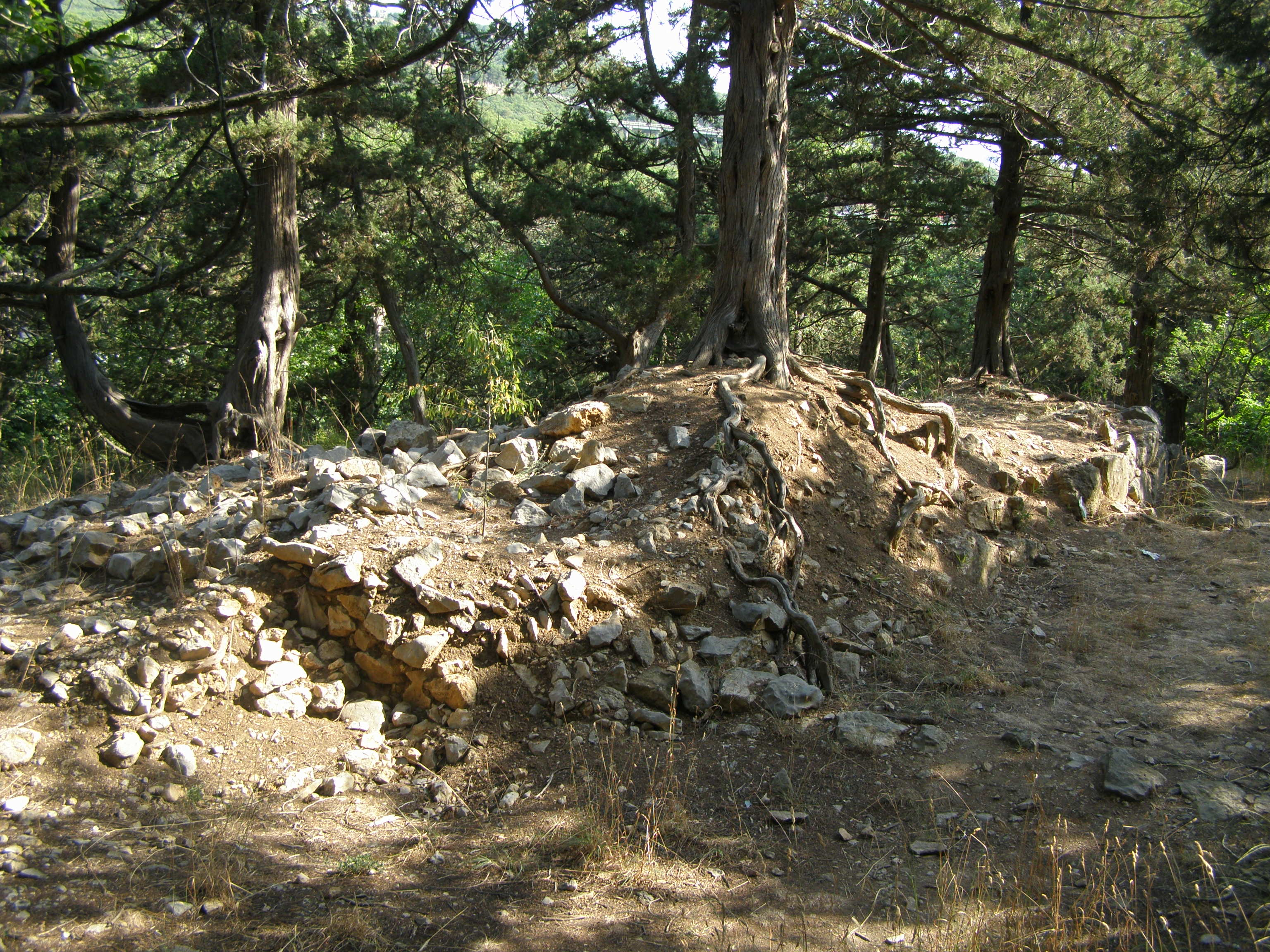
Остатки римской крепости Xаракс у мыса Ай-Тодор

Римский гарнизон в Крыму в разные периоды истории включал в себя отряды V Македонского, XI Клавдиева, I Италийского легионов, а также прочих солдат вспомогательных подразделений. Находки черепицы с клеймами легионов помогли установить их названия. Помимо этого, в крымские гавани периодически заходил римский военный флот, представленный в основном кораблями Равеннской эскадры. Во второй половине III века римское военное присутствие в Kрыму ослабевает: римские войска постепенно выводятся для защиты подунайских рубежей империи, где имелись регионы компактного проживания романоязычных граждан.
Впрочем, ряд исследователей полагает, что военные контингенты римской армии периодически перебрасывались на Крымский полуостров для выполнения боевых задач. Так, О. В. Вус полагает, что «В конце III — первой трети IV вв. н. э. здесь оперировали „тысячные вексилляции“, составленные из когорт частей береговой обороны (riparienses). Организационная структура и подготовка этих подразделений наиболее соответствовала ставившимся перед ними задачам: успешному ведению боевых действий в прибрежной зоне. Возможно, благодаря высокой боевой выучке и оперативной подвижности, „тысячные вексилляции“ стали образцом при формировании в первой трети IV в. мобильных войск (comitatenses).»
Во второй половине IV века Рим уже не в состоянии справиться с нашествием готов и аланов, которые наводняют Боспорское царство. В связи с угрозой нападения гуннов, в последней четверти IV века в Таврику переводится легион Balistarii Seniores, входивший в подчинение военного магистра Востока, и впоследствии составивший основу херсонесского гарнизона. В 395 году территория римского протектората переходит под управление Восточной Римской империи. После периода запустения, когда фактически единственным уцелевшим античным полисом Крыма стал Херсонес, много внимания укреплению римских традиций обороны южного и юго-западного Крыма в 530-х годах уделил император Юстиниан I, ставший последним романоязычным императором Восточной Римской империи. С этого времени Заморье, всегда бывшее эллинизированным регионом, приобретает более ярко выраженный византийской характер с его греко-православными традициями. Южный Крым входил в состав Херсонской фемы Византийской империи, но в поздневизантийский период, по-видимому, управляясь не напрямую из Константинополя, а опосредованно — через наместника в Трапезунде. Именно по этой причине Трапезунд получил контроль над крымской частью бывших византийских владений после распада империи в 1204 году.

## Экономика
Римский протекторат благотворно сказался на экономике Таврики и Херсонеса в частности. Pax Romana способствовал экономическому подъёму в I—III веках. Горожане активно укрепляли городские стены и башни, сооружали новые храмы, строили термы (бани), перестроили театр, провели несколько ниток водопровода. Херсонес вёл оживленную торговлю с крупными торгово-ремесленными центрами Чёрного и Средиземного морей и, прежде всего, со своими традиционными партнерами на южном берегу Понта — Гераклеей, Синопой, Амисом, Амастрией. В Херсонесе периодически возобновлялась чеканка золотой монеты. К традиционно импортируемым в город товарам добавились изящные стеклянные и бронзовые сосуды, разнообразная красно-лаковая керамика, пряности и благовония. Из города в больших объёмах вывозилась сельскохозяйственная продукция, кожи, солёная и сушёная рыба, рыбные соусы. В это время рыболовство превращается в самостоятельную отрасль городского хозяйства. В ходе раскопок обнаружено около сотни рыбозасолочных цистерн, ёмкость некоторых из них достигала 30—40 тонн.

## Культурно-религиозное наследие
Именно в римский период в Крыму начинает впервые распространяться христианство. Одним из первых христиан в Крыму был ссыльный Климент I — позднее 4-й Папа Римский.

## Памятники римской эпохи в Крыму
- Остатки римского военного лагеря Харакс.
- Остатки римского водопровода для терм римского гарнизона (вексиллярия) в Херсонесе. Начинался за 8—9 км от Херсонеса, у Караньских высот.
- Херсонесский театр был перестроен в арену для гладиаторских боёв.
- Многочисленные посвятительные алтари легионеров и офицеров различным богам.
- Надгробная плита с надписью, упоминающей двух римских врачей, убитых таврами.
- Храм Юпитера Долихена в Балаклаве, в котором найдены алтари с надписями-посвящениями Юпитеру Долихену, Геркулесу и Вулкану.
- Календская тропа (Виа Милитарис) — римская дорога.

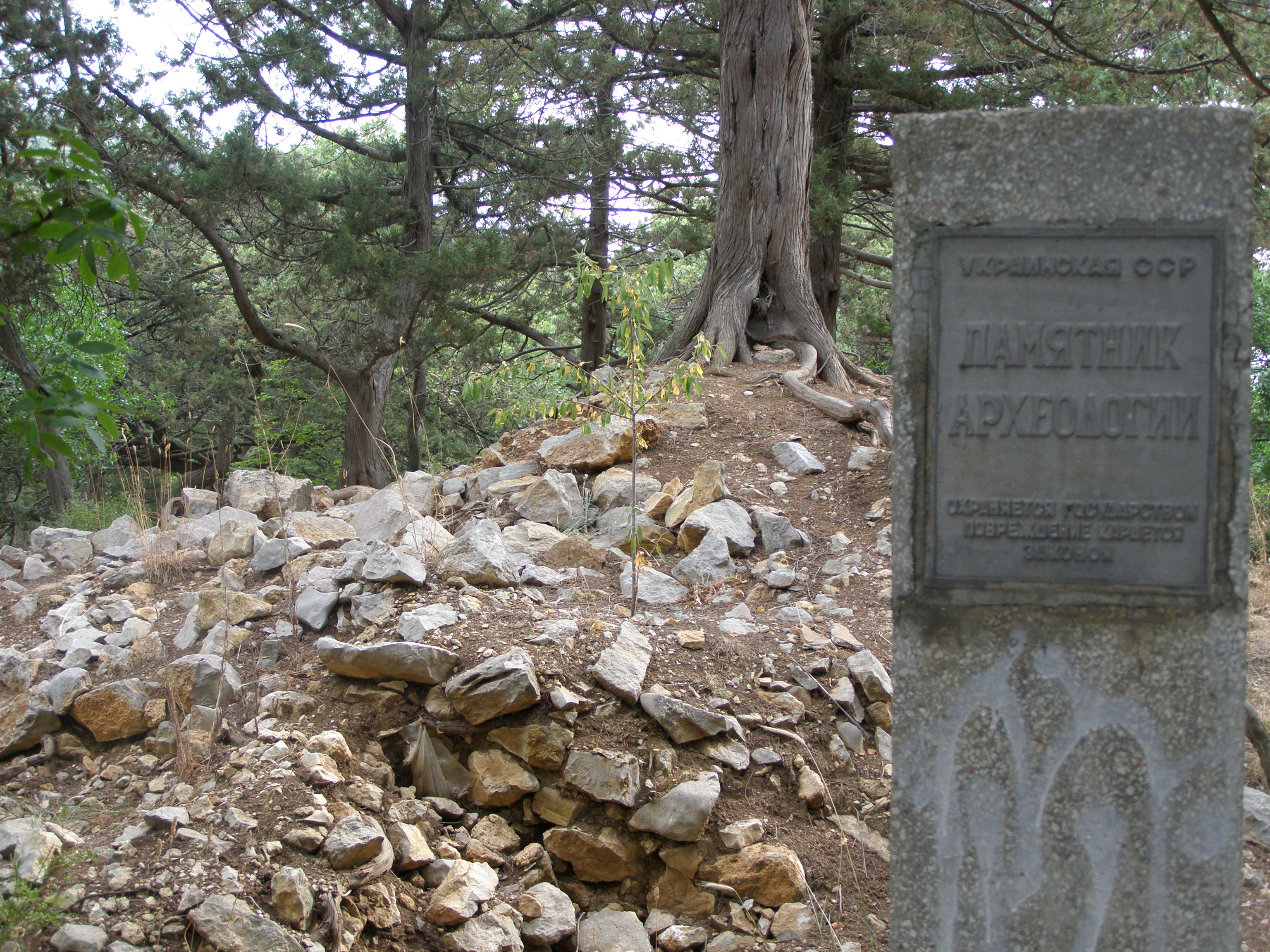
Остатки крепости Харакс
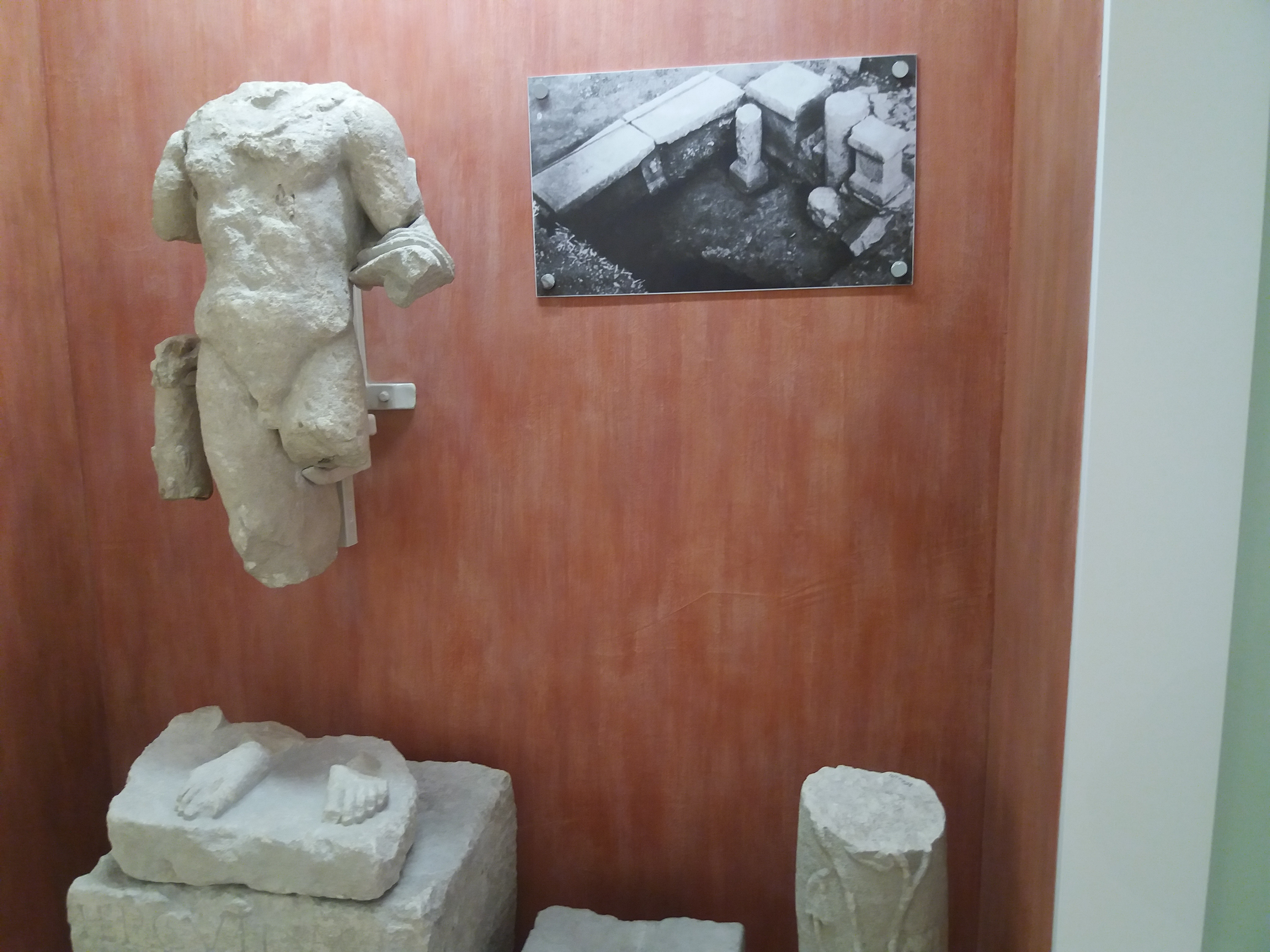
Статуя Геркулеса из Храма Юпитера Долихена в Балаклаве
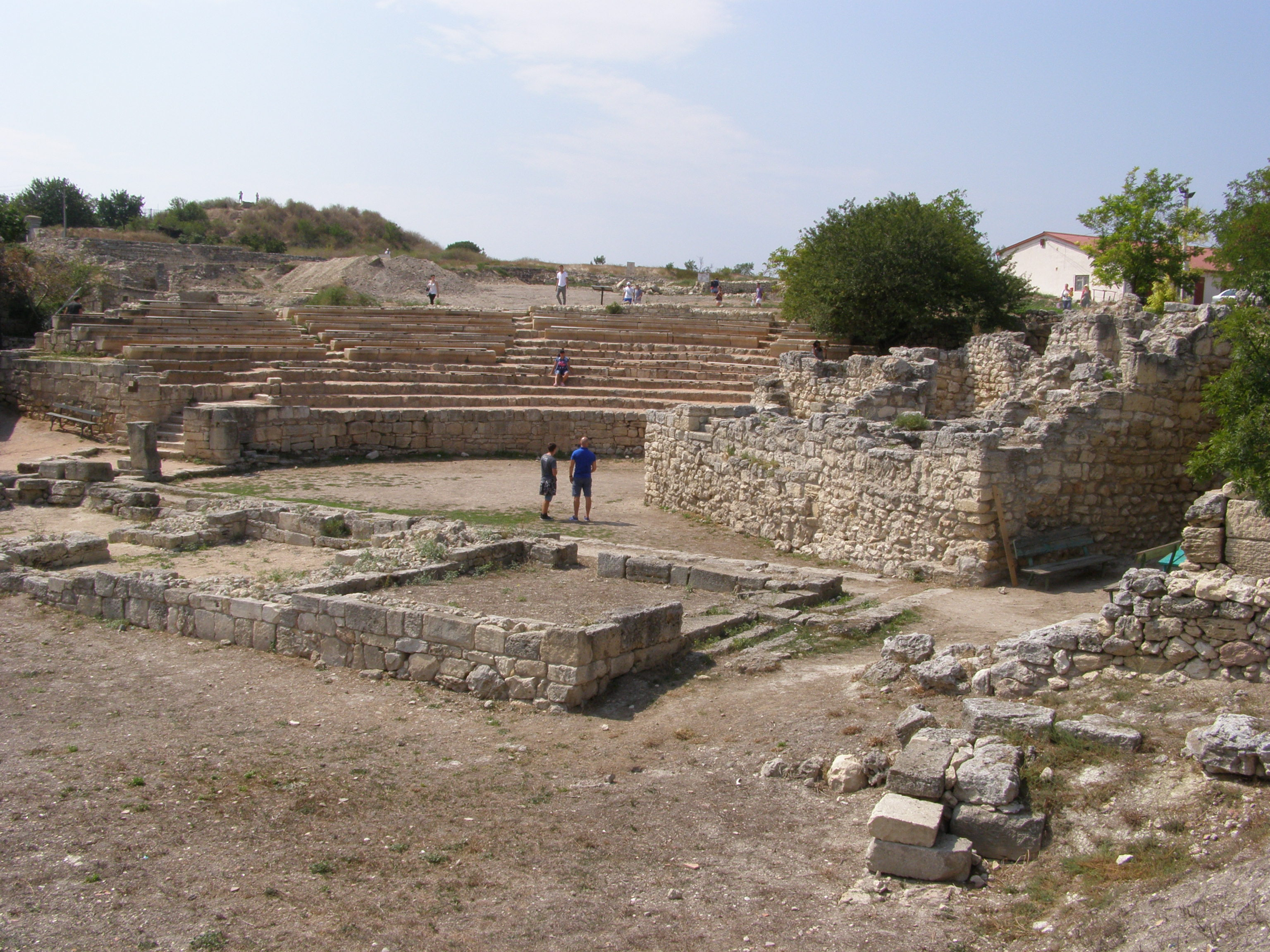
Античный амфитеатр в Херсонесе
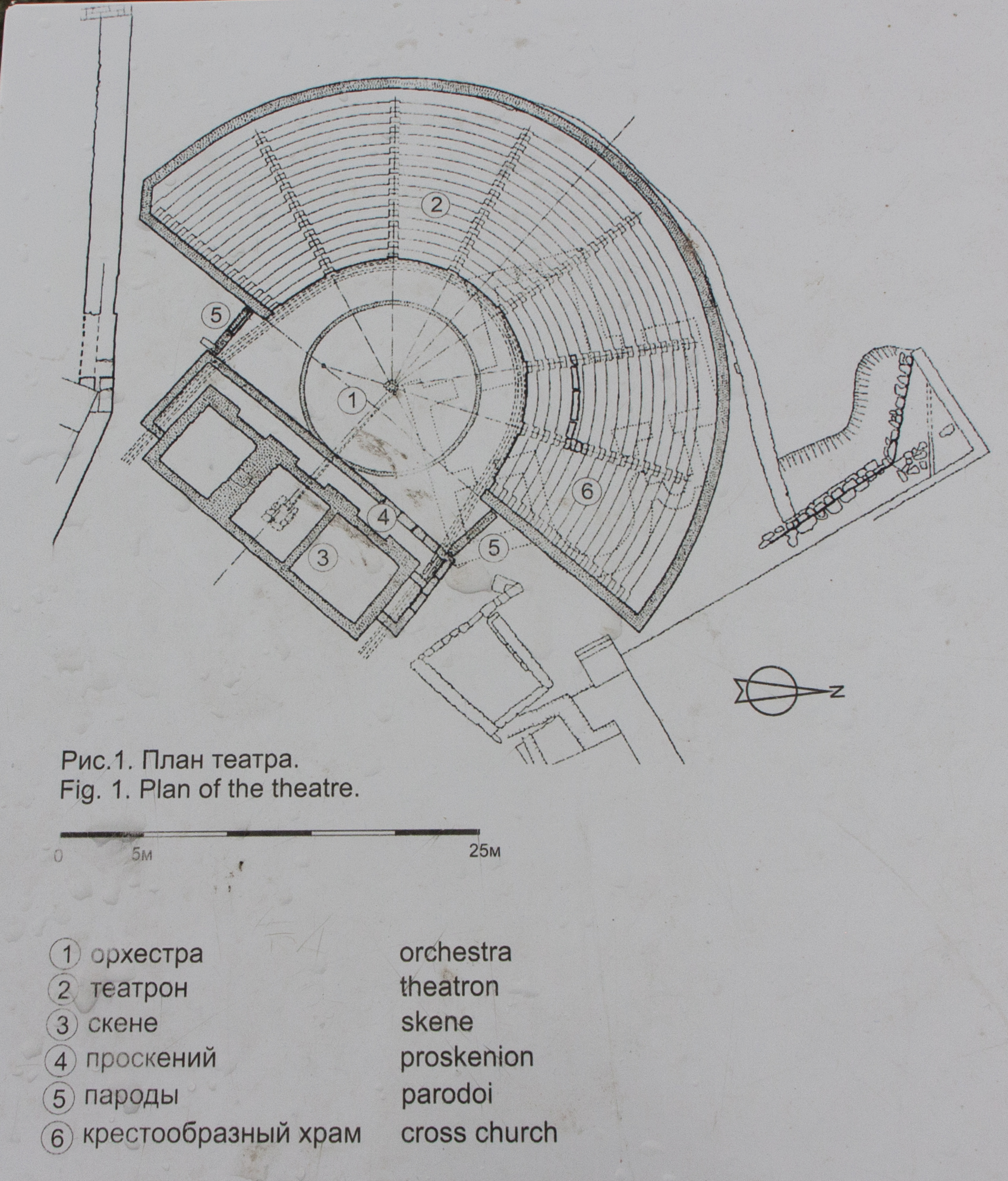
План